# Estrella de Soria
Estrella de Soria és una òpera en tres actes de Franz Berwald, amb llibret d'Otto Prechtler traduït al suec per Ernst Wallmark. L'estrena va tenir lloc a l'Òpera Real de Suècia (Estocolm) el 9 d'abril de 1862, i es van representar cinc funcions. Mai ha format part del gran repertori, si bé es van fer noves representacions a Estocolm l'any 1898 i, posteriorment, l'any 1946.
L'obertura, que recrea el tema de la primera ària d'Estrella s'ha gravat en algunes ocasions, i el 1994 el segell Musica Sveciae va publicar un CD amb fragments. El primer enregistrament que va conèixer aquesta òpera va ser l'ària d'Estrella cantada per Birgit Nilsson l'any 1947, la qual va ser reeditada. La partitura d'aquesta òpera va ser publicada íntegrament l'any 1862, amb el nombre de catàleg 17a-b en l'edició de Bärenreiter.

## Repartiment de l'estrena
- Estrella, comtessa de Sòria: Fredrika Andrée, soprano
- Zulma, una princesa mora: Strandberg, soprano
- Salvaterra, un general castellà: Arnoldsson, tenor
- Muza, un príncep moro: Wilman, baix
- Sambrano, un cavaller: Sandström, tenor
- Diego, un servent d'Estrella: Arlberg, baríton
- El Rei de Castella: Walin, baix

Cor: Cortesans, soldats, moros.
Director: Ludwig Norman

## Argument
L'òpera es desenvolupa en el Regne de Castella del segle xv.

### Acte I
La comtessa de Sòria (soprano) planeja casar-se amb el general de Salvaterra (tenor), el qual ha vençut als moros en una batalla. A més, ha capturat al príncep moro Muza (baix) i s'ha enamorat de la promesa d'aquest últim: la princesa Zulma (soprano). Zulma correspon a Salvaterra i li dona la seva faixa en penyora. Muza insisteix que Salvaterra compleixi la seva promesa d'alliberar-lo així com a la seva promesa. No obstant, Zulma manifesta la seva voluntat de romandre a Castella, davant la qual cosa el moro jura venjança. Estrella, comtessa de Sòria, és sabedora de l'amor de Salvaterra per la captiva princesa mora, però confia que sigui passatger i poder recuperar-lo en el futur.

### Acte II
En un bosc, als afores de la ciutat, el cavaller Sambrano prevé a Salvaterra de les amenaces de Muza, i condueix a Zulma al castell d'aquell (Salvaterra), però durant el trajecte, Muza i els seus homes li tendeixen una emboscada. En el palau del rei de Castella, Estrella se sent alacaiguda, mentre que tenen lloc els preparatius per celebrar la victòria. El rei ofereix a Salvaterra la mà d'Estrella, quan Diego, servent d'Estrella, s'adona que aquest cenyeix la faixa de Zulma que aquesta li havia donat, la qual cosa desperta en Estrella una gran indignació. No obstant, i malgrat la confusió, el rei mana que continuïn els festejos. Muza s'acosta al rei i li denuncia el rapte de la seva promesa a les mans de Salvaterra. En la seva indignació, Muza desembeina la seva espasa, per la qual cosa és abatut. El rei desterra Salvaterra.

### Acte III
En un paratge al costat del mar, uns camperols treballen. S'acosten Salvaterra i Zulma. Sambrano arriba i li diu al seu amo que Estrella i Diego estan a punt d'arribar. Quan Salvaterra es disposa a salpar, Estrela veu una dona coberta amb un vel, i els ordena que sigui conduïda a un penya-segat, i allí assassinada. Quan Salvaterra torna, Estrella ordena als seus homes que el capturin. En això, mentre que, gràcies a Sambrano, els homes d'Estrella són desarmats i Zulma rescatada. A pesar que Estrella ordena als seus homes que acabin amb els seus enemics, Salvaterra i Zulma aconsegueixen embarcar-se i fer-se a la mar. Sumida en desesperació, Estrella s'apunyala.